# Cinnyris moreaui
Cinnyris moreaui là một loài chim trong họ Nectariniidae.